# Marienfriedhof (Hildesheim)

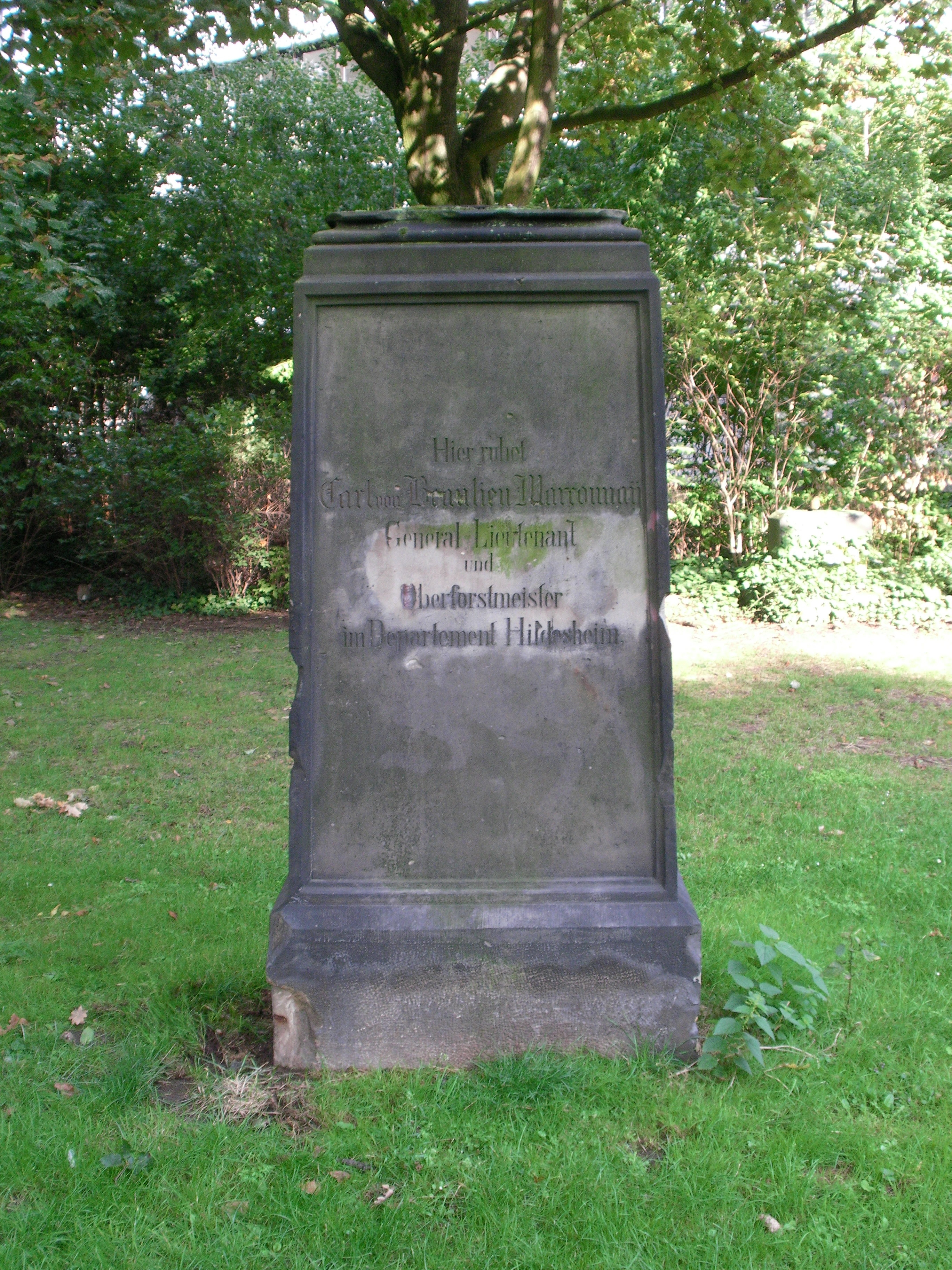
Grabmal von Carl von Beaulieu-Marconnay

Der Marienfriedhof ist ein aufgelassener Friedhof in Hildesheim nahe dem Hauptbahnhof.

## Geschichte
Um 1830 reichten die vorhandenen Friedhöfe der Kirchengemeinden für die gewachsene Hildesheimer Bevölkerung nicht mehr aus. Der neue städtische Friedhof wurde 1834 angelegt – damals noch außerhalb der Wallanlagen – und am 12. August von Geistlichen beider Konfessionen eingeweiht. Den Namen erhielt er nicht nach der Mutter Jesu, sondern nach der Stiftsdame Marie Charlotte Herdtmann, die als erste dort bestattet wurde. Bereits 1844 wurden Teile für den Bau der Bahnstrecke und für Industrieanlagen abgetrennt.
1894 wurde der Friedhof wegen Vollbelegung geschlossen, 1919 in direkte städtische Verwaltung überführt und 1930 in eine Parkanlage umgewandelt. Heute sind noch etwa 100 Grabsteine und andere Überreste von Grabstellen erhalten.

## Heute
Mittlerweile ist der Marienfriedhof ein Park, in dem sich insbesondere bei schönem Wetter viele Menschen aufhalten und treffen. Seit 2008 findet zudem alle zwei Jahre das Kunst- und Literaturfest Lyrik Park im Marienfriedhof statt.
Der Marienfriedhof gilt jedoch als Drogenumschlagplatz und wird umgangssprachlich auch als „Junkie-Park“ bezeichnet. An seiner Westseite befindet sich ein Spritzenautomat. Im Juni 2025 kam es dort mehrfach zu gewalttätigen Auseinandersetzungen, in einem Fall mit Todesfolge.

## Beigesetzte Persönlichkeiten
- Carl von Beaulieu-Marconnay (1777–1855), Generalleutnant und Forstmann, Ehrenbürger von Hildesheim (Grabmal erhalten)
- Friedrich Küsthardt (1830–1900), Bildhauer (Grabmal erhalten, Grabfigur 1989 zerstört)
- Ernst Ohlmer (1847–1927), Seezolldirektor und Mäzen des Roemer- und Pelizaeus-Museums in Hildesheim (Grabmal erhalten)